# OR4X2
OR4X2 (англ. Olfactory receptor family 4 subfamily X member 2 (gene/pseudogene)) – білок, який кодується однойменним геном, розташованим у людей на короткому плечі 11-ї хромосоми. Довжина поліпептидного ланцюга білка становить 303 амінокислот, а молекулярна маса — 34 289.
| 10         |  | 20         |  | 30         |  | 40         |  | 50         |
| ---------- |  | ---------- |  | ---------- |  | ---------- |  | ---------- |
| MTEFIFLVLS |  | PNQEVQRVCF |  | VIFLFLYTAI |  | VLGNFLIVLT |  | VMTSRSLGSP |
| MYFFLSYLSF |  | MEICYSSATA |  | PKLISDLLAE |  | RKVISWWGCM |  | AQLFFLHFFG |
| GTEIFLLTVM |  | AYDHYVAICK |  | PLSYTTIMNW |  | QVCTVLVGIA |  | WVGGFMHSFA |
| QILLIFHLLF |  | CGPNVINHYF |  | CDLVPLLKLA |  | CSDTFLIGLL |  | IVANGGTLSV |
| ISFGVLLASY |  | MVILLHLRTW |  | SSEGWCKALS |  | TCGSHFAVVI |  | LFFGPCVFNS |
| LRPSTTLPID |  | KMVAVFYTVI |  | TAILNPVIYS |  | LRNAEMRKAM |  | KRLWIRTLRL |
| NEK        |  |            |  |            |  |            |  |            |

A: Аланін

C: Цистеїн

D: Аспарагінова кислота

E: Глутамінова кислота

F: Фенілаланін

G: Гліцин

H: Гістидин

I: Ізолейцин

K: Лізин

L: Лейцин

M: Метіонін

N: Аспарагін

P: Пролін

Q: Глутамін

R: Аргінін

S: Серин

T: Треонін

V: Валін

W: Триптофан

Кодований геном білок за функціями належить до рецепторів, g-білокспряжених рецепторів, білків внутрішньоклітинного сигналінгу. 
Локалізований у клітинній мембрані, мембрані.